# NGC 5924
NGC 5924 is een spiraalvormig sterrenstelsel in het sterrenbeeld Noorderkroon. Het hemelobject werd op 10 juni 1882 ontdekt door de Franse astronoom Édouard Jean-Marie Stephan.

## S Coronae Borealis
Vanaf de aarde gezien bevindt het stelsel NGC 5924 zich een kwart van een graad zuidoostwaarts van de lang periodieke Mira-veranderlijke ster S Coronae Borealis, hetgeen ervoor zorgt dat deze veranderlijke ster, tijdens haar helderste magnitude (+ 5.3), als gidsster kan fungeren om NGC 5924 met behulp van telescopen op te sporen.

## Synoniemen
- MCG 5-36-15
- ZWG 165.43
- PGC 54850